# Hippopotamyrus macroterops
Hippopotamyrus macroterops är en fiskart som först beskrevs av George Albert Boulenger 1920.  Hippopotamyrus macroterops ingår i släktet Hippopotamyrus och familjen Mormyridae. IUCN kategoriserar arten globalt som otillräckligt studerad. Inga underarter finns listade i Catalogue of Life.